# Stefan Gołuchowski
Stefan Gołuchowski herbu Leliwa (zm. w 1789 roku) – chorąży wiślicki w latach 1785-1789, stolnik wiślicki w latach 1765-1788, cześnik wiślicki w latach 1754-1765, konsyliarz konfederacji barskiej.